# Trainkaserne in der Sandstraße

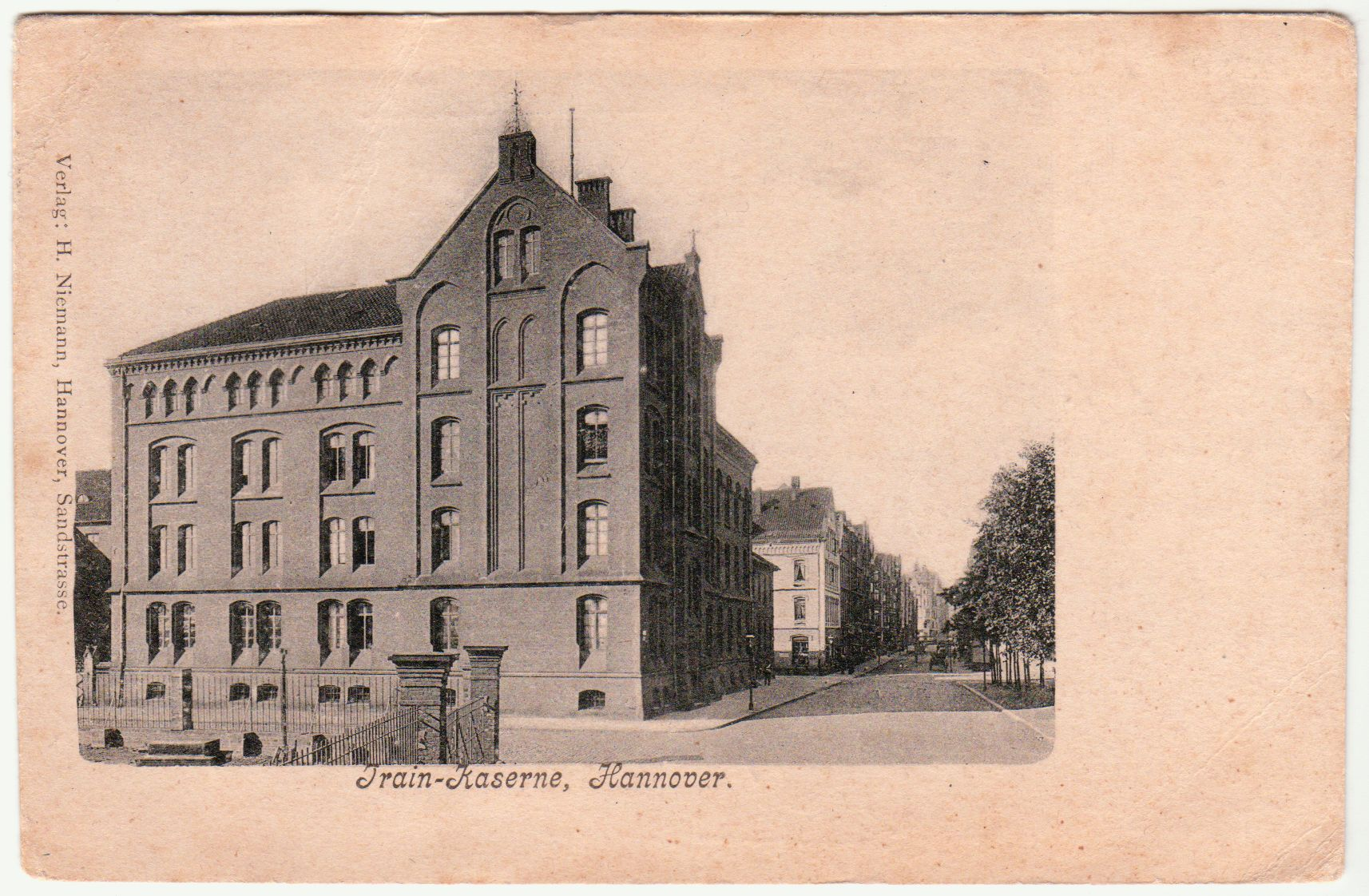
Gebäude der Train-Kaserne in der Sandstraße am Rande der Gleisanlagen der ehemals Königlich Hannöverschen Staatseisenbahnen;
Ansichtskarte im Verlag von H. Niemann, 1915 als Feldpost im Ersten Weltkrieg genutzt

Die Trainkaserne in der Sandstraße oder Trainkaserne am Möhringsberg in Hannover war eine ursprünglich für die Armee des Königreichs Hannover eingerichtete militärische Anlage.
Der Standort der Train-Kaserne lag am Ende der Sandstraße unmittelbar an den Eisenbahn-Gleisen vom Hauptbahnhof in Richtung Walsrode zwischen dem Hauptgüterbahnhof und dem Produktenbahnhof in der hannoverschen Nordstadt.

## Geschichte
Die Trainkaserne am „Möhringsberge“ entstand als eine von zahlreichen Militär-Einrichtungen, durch die die ehemals königliche Residenzstadt Hannover zugleich als Garnisonstadt diente. Bei den Stadterweiterungen im Zuge der Industrialisierung wurden gegen Ende der 1850er Jahre erste größere Kasernen bereits außerhalb der ehemaligen Stadtbefestigung Hannover erbaut, ab 1857 zunächst am Nordrand des Welfenplatzes.
Mit Genehmigung von König Georg V. von Hannover wurde 1865 durch Ingenieurhauptmann Heinrich Jüngst die Trainkaserne an der Sandstraße und an den Gleisen der Königlich Hannöverschen Staatseisenbahnen errichtet als roher, unverputzter Backsteinbau mit drei Geschossen.
Nach dem Deutsch-Deutschen Krieg, der Schlacht bei Langensalza und der Annexion des Königreichs Hannover durch Preußen dienten die hannoverschen Militäreinrichtungen dann der Preußischen Armee. In dieser Zeit wurden noch vor der Reichsgründung und in den Jahren 1867 bis 1869 weitere Militäreinrichtungen an der Sandstraße erbaut: Ein zweigeschossiges Dienstgebäude für die Offiziere wurde als massiver Backsteinrohbau in den Maßen 19,3 × 11,4 m errichtet; die beiden Wagenhäuser in gleicher Bauweise, jedoch dreigeschossig und mit einer vielfachen Länge von 121,46 × 12,5 m.
Zudem gab es Depot-Gebäude als Train-Depot an der Militärstraße Ecke Schneiderberg und Schaufelder Straße, das gemeinsam mit der Train-Kaserne am Möhringsberg zum 10. Train-Bataillon gehörte.
Während des Deutsch-Französischen Krieges von 1870 bis 1871 litt die Stadt unter fehlenden Kohlenlieferungen, weil die dafür notwendigen Eisenbahn-Waggons für militärische Zwecke verwendet wurden. Stattdessen trafen am 19. Januar 1871 in der Trainkaserne „die ersten unverwundeten französischen Kriegsgefangen“ in Hannover ein, anfangs rund 2300 Kriegsgefangene, zumeist „in kläglichster Verfassung“. Sie wurden im Traindepot und auf eigens dafür aufgeschlagenen Baracken auf dem Hof des Traindepots untergebracht; später kamen noch weitere Gefangene dazu. Erst nach der Kapitulation Frankreichs Ende Januar 1871 und der Ausrufung des Deutschen Kaiserreichs in Schloss Versailles wurden die französischen Kriegsgefangenen im April desselben Jahres mit zwei Sonderzügen nach Frankreich zurückbefördert.
Zur Zeit des deutschen Kaiserreichs Anfang des 20. Jahrhunderts war die Trainkaserne Teil des Traindepots des X. Armeekorps mit dem am 10. September 1910 eingesetzten Hauptmann Tiemann als Vorsteher und den am 27. Januar 1912 eingesetzten Hauptmann Rackow als 2. Offizier.
Während des Ersten Weltkrieges war kurz vor Weihnachten 1914 der Maler Alfred Ahner in der Trainkaserne stationiert. Seine Feldpostbriefe aus seiner hannoverschen Zeit in der „Sanitätskompanie 10“ an seine Eltern und das „liebe Hannchen“ wurden ein Jahrhundert später als Dokumente vergangener Zeitgeschichte veröffentlicht. Auch andere, nur bedingt kriegstaugliche Soldaten der „Train-Ersatz Abteilung 10, 5. Ersatz-Schwadron Hannover“ versandten ihre Feldpost-Ansichtskarten aus der Sandstraße zumeist an ihre Angehörigen. Für die Trainkasernen Nummer 7 und Nummer 8 unter den – damaligen – Adressen Sandstraße 18 bis 20 veranlasste der Deutsche Reichstag noch im Kriegsjahr 1915 die Zahlung einer Schlussrate in Höhe von 50.000 Mark.
Noch zur Zeit der Weimarer Republik waren die Bauzeichnungen und Pläne der Kaserne am Möhringsberg durch das hannoversche Stadtbauamt archiviert. Die Verwaltung der Anlage oblag jedoch dem Magistrat der Stadt Hannover.
Zur Zeit des Nationalsozialismus und während des Zweiten Weltkrieges wurden die militärischen Einrichtungen an der Sandstraße, hinter der sich nun auch die 1926 angelegte und nach Otto Durlach angelegte Durlachstraße fand, während der Luftangriffe auf Hannover durch Fliegerbomben nahezu vollständig zerstört.